# Préizerdaul
Préizerdaul (franska: Bettborn) är en kommun i Luxemburg.   Den ligger i kantonen Redange i distriktet Diekirch, i den västra delen av landet, 25 kilometer nordväst om huvudstaden Luxemburg.

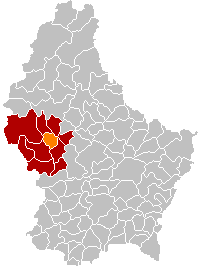
Préizerdaul markerad med orange i karta över Luxemburg